# Maxillaria poifolia
Maxillaria poifolia är en orkidéart som beskrevs av Rudolf Schlechter. Maxillaria poifolia ingår i släktet Maxillaria och familjen orkidéer.
Artens utbredningsområde är Bolivia. Inga underarter finns listade i Catalogue of Life.